# كيت سوندرز
كيت سوندرز (بالإنجليزية: Kate Saunders)‏ هي كاتبة للأطفال وصحفية وكاتِبة بريطانية، ولدت في 7 أغسطس 1960 في لندن الكبرى في المملكة المتحدة.

## وصلات خارجية
- كيت سوندرز على موقع IMDb (الإنجليزية)